# Bruyères-et-Montbérault
Bruyères-et-Montbérault è un comune francese di 1 621 abitanti situato nel dipartimento dell'Aisne della regione dell'Alta Francia.

## Società

### Evoluzione demografica
Abitanti censiti